# آریچیو
آریچیو (انگلیسی: Auricchio) شرکت صنایع غذایی ایتالیایی است، که در سال ۱۸۷۷ تأسیس شد.